# Dank voor het boek-medaille
De Dank voor het boek-medaille (Fins: Kiitos kirjasta -mitali, Zweeds: Tack för boken-medaljen) is een Finse literatuurprijs.

## Beschrijving
De Dank voor het boek-medaille werd in 1966 ingesteld door de Finse Vereniging van Boekhandelaren (Fins: Kirjakauppaliitto), Libro en de Finse Bibliothekenvereniging (Fins: Suomen kirjastoseura). De prijs wordt jaarlijks toegekend aan een auteur die met een fictieboek in het voorgaande jaar een belangrijke bijdrage heeft geleverd aan de stimulering van de Finse literatuur. Het bekroonde boek mag zowel in het Fins als in het Zweeds geschreven zijn.
De onderscheiding bestaat uit een 8 cm grote bronzen medaille, die in 1966 werd ontworpen door de kunstenaar Olof Eriksson. Aan de voorzijde is een sneeuwkristal afgebeeld. Op de achterkant staat de Latijnse tekst Bibliothecarii Bibliopolae Finlandiae Libro Lecto Nvmmvm Grata Mente Dono Devervnt.

## Winnaars
| Jaar | Winnaar                      | Boek                              |
| ---- | ---------------------------- | --------------------------------- |
| 1966 | Gunnar Mattsson              | Prinsessa                         |
| 1966 | Jaakko Syrjä                 | Nuori metsästäjä                  |
| 1967 | Marianne Alopaeus            | Pimeyden ydin                     |
| 1968 | Anu Kaipiainen               | Arkkienkeli Oulussa               |
| 1968 | Marja-Liisa Vartio           | Hänen olivat linnut               |
| 1969 | Eila Pennanen                | Tilapää                           |
| 1970 | Kalle Päätalo                | Mustan lumen talvi                |
| 1971 | Lassi Sinkkonen              | Solveigin laulu                   |
| 1972 | Christer Kihlman             | Ihminen joka järkkyi              |
| 1973 | Eeva-Liisa Manner            | Varokaa, voittajat                |
| 1974 | Heikki Turunen               | Simpauttaja                       |
| 1975 | Eeva Joenpelto               | Vetää kaikista ovista             |
| 1976 | Christer Kihlman             | Kallis prinssi                    |
| 1977 | Elina Karjalainen            | Ihmisen ääni                      |
| 1978 | Matti Pulkkinen              | Ja pesäpuu itki                   |
| 1979 | Märta Tikkanen               | Vuosisadan rakkaustarina          |
| 1980 | Eeva Tikka                   | Hiljainen kesä                    |
| 1981 | Orvokki Autio                | Viistotaival                      |
| 1982 | Saara Finni                  | Suruvaippa                        |
| 1983 | Antti Tuuri                  | Pohjanmaa                         |
| 1984 | Eila Kostamo                 | Vaiteliaat vuodet                 |
| 1985 | Anna-Leena Härkönen          | Häräntappoase                     |
| 1986 | Leena Krohn                  | Tainaron                          |
| 1987 | Antti Hyry                   | Kertomus                          |
| 1988 | Bo Carpelan                  | Axel                              |
| 1989 | Timo Pusa                    | Tatuoitu sydän                    |
| 1990 | Ulla-Lena Lundberg           | Leo                               |
| 1991 | Benedict Zilliacus           | Båten i vassen                    |
| 1992 | Leena Lander                 | Tummien perhosten koti            |
| 1993 | Lars Sund                    | Colorado Avenue                   |
| 1994 | Anja Snellman (née Kauranen) | Ihon aika                         |
| 1995 | Monika Fagerholm             | Ihanat naiset rannalla            |
| 1996 | Sisko Istanmäki              | Liian paksu perhoseksi            |
| 1997 | Kjell Westö                  | Leijat Helsingin yllä             |
| 1998 | Kari Hotakainen              | Klassikko                         |
| 1999 | niet toegekend               | --                                |
| 2000 | niet toegekend               | --                                |
| 2001 | Pirjo Hassinen               | Mansikoita marraskuussa           |
| 2002 | Eeva Kilpi                   | Rajattomuuden aika                |
| 2003 | Ranya Paasonen (née ElRamly) | Auringon asema                    |
| 2004 | Rakel Liehu                  | Helene                            |
| 2005 | Hannu Väisänen               | Vanikan palat                     |
| 2006 | Risto Isomäki                | Sarasvatin hiekkaa                |
| 2007 | Reko en Tina Lundán          | Viikkoja, kuukausia               |
| 2008 | Sirpa Kähkönen               | Lakanasiivet                      |
| 2009 | Arne Nevanlinna              | Marie                             |
| 2010 | Kristina Carlson             | Herra Darwinin puutarhuri         |
| 2011 | Tuomas Kyrö                  | Mielensäpahoittaja                |
| 2012 | Katja Kettu                  | Barnmorskan                       |
| 2013 | Aki Ollikainen               | Nälkävuosi                        |
| 2014 | Pauliina Rauhala             | Taivaslaulu                       |
| 2015 | Tommi Kinnunen               | Neljäntienristeys                 |
| 2016 | Kaj Korkea-aho               | Paha kirja                        |
| 2017 | Minna Rytisalo               | Lempi                             |
| 2018 | Heidi Köngäs                 | Sandra                            |
| 2019 | Satu Vasantola               | En palaa takaisin koskaan, luulen |